# Euphrasia pseudokerneri
Euphrasia pseudokerneri är en snyltrotsväxtart som beskrevs av Herbert William Pugsley. Euphrasia pseudokerneri ingår i släktet ögontröster, och familjen snyltrotsväxter. Inga underarter finns listade i Catalogue of Life.